# Part Time Love
Albums de Little Johnny Taylor
Everybody Knows About My Good Thing
Singles de Little Johnny Taylor
You'll Need Another Favor
(1963) I Smell Trouble
(1964)
 (avril 2025).
Motif : Absence de source secondaire centrée, ce que ne sont pas les bases de données. Rien de mieux sur la wp:en. Existe-t-il de quoi faire un vrai article encyclopédie, à partir de sources qui parlent de cette chanson et l'analysent, au lieu de tableaux de classements ou de ventes ?
- Archive Wikiwix
- Bing
- Cairn
- DuckDuckGo
- E. Universalis
- Gallica
- Google
- G. Books
- G. News
- G. Scholar
- Persée
- Qwant
- (zh) Baidu
- (ru) Yandex
- (wd) trouver des œuvres sur Wikidata

| 1. | Préciser le motif de la pose du bandeau. | Précisez le motif de la pose du bandeau en utilisant la syntaxe suivante : {{admissibilité à vérifier\|date=avril 2025\|motif=remplacez ce texte par le motif}}                     |
| 2. | Informer les utilisateurs concernés.     | Pensez à avertir le créateur de l'article, par exemple, en insérant le code ci-dessous sur sa page de discussion : {{subst:avertissement admissibilité à vérifier\|Part Time Love}} |

Ne doit pas être confondu avec Part-Time Lover.
Part Time Love est une chanson de blues écrite par Clay Hammond (en) et initialement interprétée par Little Johnny Taylor. 
Représentative du style soul blues de Taylor, elle sort en single en 1963, et est considérée comme le plus grand succès de sa carrière (1re place au Billboard R&B) et le titre le plus populaire du répertoire de Hammond. 
Reprise en single en 1970 par Ann Peebles, atteignant elle aussi pour la première fois le top 10 du Billboard R&B, la version de Taylor obtient en 2003 la reconnaissance du Blues Hall of Fame en recevant un Classic of Blues Recording.

## Version de Little Johnny Walter
Part Time Love est un titre écrit par Clay Hammond (en), chanteur et auteur de chansons soul et rhythm and blues, dont elle deviendra la chanson la plus célèbre. 
Classée dans le sous-genre soul blues, style dont Taylor sera l'un des précurseurs,, la chanson est initialement diffusée sur son premier album Little Johnny Taylor en 1962.  
Le single, enregistré à Los Angeles et produit par Cliff Goldsmith, sort en août 1963 chez Galaxy Records (référence Galaxy 722). Il devient, et restera, son plus gros succès commercial, atteignant la 1re place du Billboard R&B le 19 octobre 1963. 

### Crédits
- Little Johnny Taylor : voix
- Arthur G. Wright (en) : guitare
- Jim Wynn : saxophone baryton
- Musiciens non crédités pour les trompettes, trombone, saxophones, piano, basse et batterie[7].

### Signification
La chanson traite des relations dans lesquelles un des partenaires ne s'investit pas pleinement, l'importance d’une affection sincère et la douleur qui en découle quand ce n'est pas réciproque : il faut tendre à des liens authentiques et un amour véritable, sans réserve.

### Classement
| Classement (1963)                  | Meilleure position |
| ---------------------------------- | ------------------ |
| États-Unis (Billboard Hot 100)     | 19                 |
| États-Unis (Billboard R&B Top 100) | 1                  |

### Récompense
En 2003, le Blues Hall of Fame, dirigé par l'association Blues Foundation, décerne à Part Time Love un Classic of Blues Recording dans la catégorie 'Single ou piste d'album', récompensant les titres qui ont marqué l'histoire du blues et du rhythm and blues.

### Compilations
Part Time Love est le titre éponyme de plusieurs compilations consacrées à Little Johnny Taylor.

## Version de Ann Peebles
Albums de Ann Peebles
This Is Ann Peebles
(1969) Straight from the Heart
(1972)
Singles de Ann Peebles
Generation Gap Between Us
(1970) I Pity the Fool
(1971)
En 1970, la chanteuse afro-américaine de soul Ann Peebles interprète Part Time Love dans une version funk/soul, qualifiée par certains d'"enthousiaste et intrépide".
Sorti chez Hi Records (référence HI 2178), ce quatrième single est produit par Willie Mitchell (qui signe également la face B, I Still Love You) et devient son premier titre à atteindre le top 10 du classement Billboard R&B. Ce succès confirme les intentions de la chanteuse et de son producteur, les incitant à persévérer dans les sonorités soul : sa carrière culminera avec I Can't Stand the Rain, classée dans plusieurs hits-parade nationaux en 1973 puis reprise avec un succès mondial par le groupe britannique de disco Eruption en 1978. 

### Classement
| Classement (1970)                  | Meilleure position |
| ---------------------------------- | ------------------ |
| États-Unis (Billboard Hot 100)     | 45                 |
| États-Unis (Billboard R&B Top 100) | 7                  |
| Canada (RPM 100 Singles)           | 34                 |

### Album
Part Time Love est aussi le titre du second album de Ann Peebles dont est issue sa reprise. Hi Records n'avait pas assez de titres pour diffuser un nouvel album composé d'inédits, raison pour laquelle cet opus contient six titres tirés de son précédent album, This Is Ann Peebles.
Il atteint la 40e position du Top R&B Albums le 20 février 1971.

#### Crédits
- Ann Peebles : chant[11]
- Howard Grimes (en), Al Jackson : batterie
- Leroy Hodges (en) : basse
- Teenie Hodges (en) : guitare
- Charles Hodges (en) : orgue
- Archie Turner (en) : piano
- Wayne Jackson : trompette
- Ed Logan, James Mitchell : saxophone
- Jack Hale : trombone

## Autres reprises
Informations issues de SecondHandSongs sauf mentions contraires.
- Little Milton,sur Little Milton Sings Big Blues (1966),
- Howard Tate, sur Get It While You Can (1967),
- Johnnie Taylor, sur Raw Blues (1968),
- Clarence Carter, sur This Is Clarence Carter (1968),
- B.B. King, sur B.B. King in London (en) (1971),
- Isaac Hayes réalise une version de 8 minutes 30 pour son album Black Moses (1971),
- James Cotton, sur Live from Chicago - Mr. Superharp Himself! (1986),
- Big Jack Johnson, sur The Oil Man (1987),
- Otis Rush, sur Cold Day In Hell (réédition de 1992),
- Sam Moore, sur Plenty Good Lovin' - The Lost Solo Album (2002),
- Joanna Connor, sur 4801 South Indiana Avenue (2021).